# Phantom Valley
Phantom Valley è un film del 1948 diretto da Ray Nazarro.
È un western statunitense con Charles Starrett, Virginia Hunter, Ozie Waters e Smiley Burnette. Fa parte della serie di film western della Columbia incentrati sul personaggio di Durango Kid.

## Produzione
Il film, diretto da Ray Nazarro su una sceneggiatura di J. Benton Cheney, fu prodotto da Colbert Clark per la Columbia Pictures e girato nell'Iverson Ranch a Chatsworth, Los Angeles, California, dal 16 al 24 luglio 1947. Il titolo di lavorazione fu  Call of the Prairie.

## Distribuzione
Il film fu distribuito negli Stati Uniti dal 19 febbraio 1948 al cinema dalla Columbia Pictures. È stato distribuito anche in Brasile con il titolo O Vale dos Fantasmas.